# Horizon cosmologique
Pour les articles homonymes, voir Horizon.
Ne doit pas être confondu avec Horizon des évènements.
En cosmologie, l'horizon cosmologique est la limite de l'Univers observable depuis un point donné (en général la Terre). Il correspond à la limite d'où aucun signal, de quelque nature qu'il soit, ne peut être reçu du fait du caractère fini de la vitesse de la lumière et de l'expansion de l'Univers. Il est aussi connu, à la suite de Wolfgang Rindler, comme l'horizon des particules.
Il est distinct de l'horizon des événements, défini comme la surface de l'espace-temps séparant les événements qui ont pu, peuvent ou pourront nous faire parvenir un signal de ceux qui ne le pourront jamais, et de la sphère de Hubble, parfois appelée horizon de photons, qui est la surface d'espace-temps au delà de laquelle les objets astronomiques ont une vitesse de récession plus grande que celle de la lumière.
Selon le contexte, l'horizon cosmologique correspond soit à la limite d'où un rayonnement électromagnétique peut être issu, soit à la limite d'où un signal de quelque nature que ce soit (neutrinos ou ondes gravitationnelles) peut être reçu. En pratique, les moyens d'observation actuels (2016) détectent difficilement les neutrinos. Quant aux ondes gravitationnelles, la première observation directe date de février 2016 par les scientifiques des projets LIGO et VIRGO, et leur signature implique des mesures d'une telle précision qu'il faudra encore du temps pour les observer, particulièrement les ondes gravitationnelles primordiales. Plus généralement, un modèle cosmologique donné peut, ou non, contenir un tel horizon, c'est-à-dire des régions inaccessibles à l'observation d'un observateur donné.
En pratique, les signaux les plus lointains que nous recevons viennent du fond diffus cosmologique. Ce rayonnement emplit tout l'Univers ; la région d'où est issu le rayonnement que nous détectons est alors appelée surface de dernière diffusion. Les modèles cosmologiques utilisés de nos jours, fondés sur le modèle standard de la cosmologie et les équations de Friedmann, indiquent que la surface de dernière diffusion se trouverait actuellement à environ 45 milliards d'années-lumière de l'observateur.
C'est ce chiffre qui définit généralement la distance de l'horizon cosmologique.

## Présentation
L'horizon cosmologique est défini par analogie à l'horizon terrestre. De même que la courbure de la Terre limite la vision de celle-ci depuis un point fixe sur sa surface, la taille de l'Univers et la vitesse de déplacement de la lumière, puis son affaiblissement progressif (même avec la présence de lentilles gravitationnelles), font qu'il est impossible de voir certains objets célestes (galaxies et amas de galaxies dans ce cas) trop éloignés.
D'après le modèle standard, l'âge de l'Univers est d'environ 13,7 milliards d'années. Par conséquent il ne nous est possible de voir que les objets dont la lumière aura voyagé pendant moins de 13,7 milliards d'années. L'Univers est ainsi partagé entre une partie visible (la plus proche) et une partie invisible (la plus éloignée), la limite entre les deux zones constituant l'horizon cosmologique. Au contraire de celles de la partie visible, les galaxies situées dans la partie invisible sont trop lointaines pour que leur lumière ait eu le temps de parvenir jusqu'à nous. D'autre part, le décalage spectral modifiant très fortement la nature des émissions lumineuses lointaines et affaiblissant davantage les plus fortes longueurs d'onde dont l'énergie est moindre, il est très difficile de concevoir des instruments adaptés à l'observation fidèle des objets très lointains.
Cette définition de l'horizon cosmologique ne dépend donc pas de l'histoire de l'expansion de l'Univers, mais la position actuelle de cet horizon en dépend. Toujours pour un âge de 13,7 milliards d'années, si l'Univers n'était pas en expansion, la limite de visibilité d'un photon atteignant la Terre se situerait à 13,7 milliards d'années-lumière. Cependant, du fait de l'expansion de l'Univers, l'objet de l'horizon cosmologique qui a émis ce photon s'est éloigné pendant la durée du voyage de sa lumière : il est donc situé aujourd'hui à plus de 13,7 milliards d'années-lumière de nous. Remarquons toutefois que le photon reçu n'aura voyagé que pendant 13,7 milliards d'années, ce qui constituera finalement une mesure utile de la distance de l'horizon cosmologique (c'est en quelque sorte une « distance temporelle »). Enfin, à la suite du décalage spectral et de la modification progressive, lors de leur cheminement, des émissions lumineuses lointaines, on peut aussi admettre que cet horizon cosmologique correspond aux « mourantes lueurs » des plus lointains objets observables : quel que soit le modèle cosmologique retenu, il existera donc souvent un horizon cosmologique.

## Calcul de la position de l'horizon cosmologique
Il est délicat de définir des distances en cosmologie, car elles varient au cours du temps par suite de l'expansion de l'Univers (elles augmentent lentement). De plus, le concept de distance dépend beaucoup du moyen de calcul utilisé. Ainsi, les notions de distance angulaire (utilisant la dimension apparente d'un objet de taille connue) ou de distance de luminosité (utilisant le flux lumineux reçu d'un objet de luminosité connue) sont souvent différentes de la distance de Hubble, laquelle dépend seulement du décalage spectral de la lumière reçue. Quand on parle de la distance de l'horizon, on entend donc la distance séparant un observateur donné de la position de l'objet le plus lointain qu'il puisse observer, cette distance étant rapportée à sa position actuelle, c'est-à-dire à l'époque où son temps cosmique est le même que celui de l'observateur. Même en négligeant le fait que la vision est bornée à la surface de dernière diffusion, les concepts de distance de luminosité ou de distance angulaire sont inadaptés pour les objets les plus lointains, car la lumière provenant de ces objets est trop faible et trop altérée par l'important décalage spectral : on recherchera d'abord la distance de Hubble.
La distance de l'horizon se calcule suivant une formule du type
{\displaystyle D_{\mathrm {h} }=\int _{t_{*}}^{t_{0}}\left(1+z(t)\right)c\;\mathrm {d} t},
où c est la vitesse de la lumière, {\displaystyle t_{*}} et {\displaystyle t_{0}} correspondent respectivement à l'époque d'émission du signal le plus distant détectable et l'époque actuelle, et où la fonction {\displaystyle z(t)} donne le décalage vers le rouge d'un signal reçu aujourd'hui après avoir été émis au temps t. Une façon intuitive d'interpréter ce résultat est de dire qu'un photon parcourt la distance {\displaystyle c\;\mathrm {d} t} entre les instants {\displaystyle t} et {\displaystyle t+\mathrm {d} t}, mais que cette distance s'est aujourd'hui allongée d'un facteur {\displaystyle 1+z(t)} du fait de l'expansion de l'Univers. Pour des époques récentes, {\displaystyle 1+z(t)} est proche de 1, car les distances n'ont pas beaucoup bougé depuis lors, mais {\displaystyle 1+z(t)} est significativement plus grand pour les époques plus anciennes.
Pour calculer cette quantité, il faut connaître la relation {\displaystyle z(t)}, c'est-à-dire la relation entre le décalage vers le rouge de la lumière émise par un objet et l'âge de l'Univers à l'époque où celui-ci a émis le rayonnement reçu aujourd'hui. En d'autre terme, il faut connaître la relation entre le facteur d'échelle et le temps cosmique. Cette relation est établie par les équations de Friedmann dont c'est précisément l'objet. On trouve alors, sous certaines hypothèse, la relation suivante :
{\displaystyle D_{\mathrm {h} }={\frac {c}{H_{0}}}\int _{*}^{1}{\frac {\mathrm {d} x}{\sqrt {\Omega _{\mathrm {r} }^{0}+\Omega _{\mathrm {m} }^{0}x+(1-\Omega _{\mathrm {r} }^{0}-\Omega _{\mathrm {m} }^{0}-\Omega _{\Lambda }^{0})x^{2}+\Omega _{\Lambda }^{0}x^{4}}}}},
où {\displaystyle H_{0}} représente l'actuel taux d'expansion de l'Univers (la constante de Hubble) et les différentes quantités Ω correspondent aux paramètres de densité des différentes espèces présentes dans l'Univers, à savoir rayonnement et particules de masse nulle (r), matière non relativiste (matière baryonique et matière noire, m) et constante cosmologique (Λ), mesurés aujourd'hui.

## Application au modèle standard de la cosmologie
Le modèle standard de la cosmologie bâti à partir de l'ensemble des observations cosmologiques (et compatibles avec elles) indique que la densité d'énergie sous forme de rayonnement est négligeable devant les autres formes (matière et énergie noire), ce qui équivaut à dire que le terme {\displaystyle \Omega _{\mathrm {r} }^{0}} peut être négligé. De plus, le modèle exclut une valeur notable de la courbure spatiale, ce qui signifie que la somme des paramètres de densité vaut 1. Finalement, il reste donc
{\displaystyle D_{\mathrm {h} }={\frac {c}{H_{0}}}\int _{*}^{1}{\frac {\mathrm {d} x}{\sqrt {\Omega _{\mathrm {m} }^{0}x+(1-\Omega _{\mathrm {m} }^{0})x^{4}}}}}.
La quantité {\displaystyle c/H_{0}} est appelée rayon de Hubble. Avec la valeur communément admise de 70 kilomètres par seconde et par mégaparsec pour la constante de Hubble, le rayon de Hubble est d'environ 14 milliards d'années lumière. Le terme dans l'intégrale ne peut être calculé analytiquement, mais une intégration numérique peut être effectuée sans difficulté en prenant pour {\displaystyle \Omega _{\mathrm {m} }} la valeur communément admise d'environ 0,3. L'on trouve alors que l'intégrale est légèrement supérieure à 3, que la borne d'intégration soit de 0 (on considère la distance maximale parcourue par tout signal émis depuis le Big Bang) ou d'un millième (correspondant à un photon du fond diffus cosmologique, émis lors de la recombinaison). Finalement, on retrouve bien la valeur de l'ordre de 45 milliards d'années-lumière annoncée plus haut.

## Cas particuliers
Dans le cas où l'univers possède la densité critique et n'est composé que d'une espèce, dont le rapport de la pression à la densité d'énergie est w, on a 
{\displaystyle D_{\mathrm {h} }={\frac {c}{H_{0}}}\int _{*}^{1}{\frac {\mathrm {d} x}{\sqrt {x^{1-3w}}}}}.
Cette intégrale peut être évaluée selon plusieurs cas

### Univers de radiation (w= 1/3)
On a immédiatement
{\displaystyle D_{\mathrm {h} }={\frac {c}{H_{0}}}\int _{*}^{1}\mathrm {d} x\simeq {\frac {c}{H_{0}}}},
l'égalité ci-dessus étant une approximation, car on n'a pas tenu compte de la valeur exacte de la borne inférieure (prise à 0 ici alors qu'elle pourrait être prise à une valeur légèrement positive). Dans ce cas, la taille de l'horizon correspond exactement au rayon de Hubble.

### Univers de poussière (w= 0)
On a désormais
{\displaystyle D_{\mathrm {h} }={\frac {c}{H_{0}}}\int _{*}^{1}{\frac {\mathrm {d} x}{\sqrt {x}}}\simeq 2{\frac {c}{H_{0}}}}.
Dans ce cas, la taille de l'horizon correspond exactement au double du rayon de Hubble.

### Univers à équation d'état constante
Plus généralement, on a, dans le cas où w est constant et supérieur à {\displaystyle -1/3},
{\displaystyle D_{\mathrm {h} }={\frac {c}{H_{0}}}\int _{*}^{1}x^{\frac {3w-1}{2}}\mathrm {d} x\simeq {\frac {2}{3w+1}}{\frac {c}{H_{0}}}}.
D'une manière générale, plus l'équation d'état est « dure » (c'est-à-dire w grand), plus la taille de l'horizon est faible en unité du rayon de Hubble. Ceci peut être rendu plus explicite en utilisant la relation existant entre âge de l'Univers {\displaystyle t_{0}}et rayon de Hubble. Les équations de Friedmann indiquent que 
{\displaystyle t_{0}={\frac {2}{3(1+w)}}{\frac {1}{H_{0}}}}.
En combinant ces deux derniers résultats, il vient
{\displaystyle D_{\mathrm {h} }\simeq {\frac {3w+3}{3w+1}}ct_{0}}.
Ce résultat tend vers {\displaystyle ct_{0}} quand w tend vers l'infini. Cela s'interprète par le fait que cette limite correspond en fait au cas idéalisé où la matière tend à être incompressible (une variation de pression arbitrairement grande donnant lieu à une petite variation de densité, ce qui est le cas si {\displaystyle P=w\rho } est grand car alors {\displaystyle \delta P/\delta \rho =w\gg 1}). Dans ce cas, une telle matière a tendance à arrêter sa phase d'expansion le plus rapidement possible (elle s'oppose à une variation de son volume), ce qui fait que la phase d'expansion qui suit immédiatement le Big Bang s'arrête très vite, et que l'expansion tend à cesser. Dans un tel cas, on est dans une situation identique à celle de l'espace de Minkowski où au bout du temps {\displaystyle t_{0}} on peut recevoir des signaux distants de {\displaystyle ct_{0}}. À noter cependant que le cas {\displaystyle w>1} est a priori physiquement irréaliste, car l'équation d'état est acausale : la vitesse du son dans un tel fluide, donnée par {\displaystyle c_{s}=c{\sqrt {\delta P/\delta \rho }}} dépasse celle de la lumière. À l'inverse, l'intégrale diverge quand w tend vers la valeur -1/3 (voir ci-dessous).

### Univers de Milne (w= –1/3)
L'univers de Milne correspond à un espace vide de matière. Dans ce cas, tous les paramètres de densité sont nuls, ce qui formellement, du point de vue des équations de Friedmann, peut s'interpréter comme un univers ayant la densité critique et un paramètre d'équation d'état w égal à –1/3. Il vient
{\displaystyle D_{\mathrm {h} }={\frac {c}{H_{0}}}\int _{*}^{1}{\frac {\mathrm {d} x}{x}}={\frac {c}{H_{0}}}\ln \left(1+z_{*}\right)}.
La primitive à calculer donne un logarithme. Il faut ici prendre soigneusement en compte la valeur de la borne inférieure. Si cette borne est nulle ({\displaystyle z_{*}\to \infty }), alors l'intégrale est infinie. Ce résultat tend à indiquer qu'il n'y a pas alors d'horizon, c'est-à-dire que toute région de l'univers est accessible à l'observation. Ceci peut se comprendre en remarquant que l'univers de Milne peut être vu comme une portion de l'espace de Minkowski, avec une origine d'où sont issues les particules fictives qui marquent l'expansion de l'univers en se déplaçant à vitesse constante (voir Univers de Milne). Dans un tel cas, toutes les lignes d'univers de ces particules fictives s'intersectent les unes les autres à l'origine et sont donc toutes dans le cône de lumière passé des unes et des autres, ce qui fait que la totalité de l'univers est nécessairement observable. Si par contre on met une borne inférieure non nulle à l'intégrale, on impose de ne recevoir que des signaux dont le décalage vers le rouge n'excède pas une certaine valeur, c'est-à-dire issues de particules dont la vitesse n'excède pas non plus une certaine valeur. Dans ce cas, seule une portion finie de cet univers est effectivement accessible.

### Univers en accélération (w< –1/3)
Dans le cas où le paramètre de l'équation d'état est inférieur à –1/3, l'intégrale diverge également pour une borne inférieure nulle 
{\displaystyle D_{\mathrm {h} }={\frac {c}{H_{0}}}{\frac {2}{3w+1}}\left[1-\left({\frac {1}{1+z_{*}}}\right)^{\frac {3w+1}{2}}\right]}.
Il n'y a donc pas d'horizon cosmologique dans un tel espace, et en particulier pour l'univers de de Sitter.

## Relation avec les théorèmes sur les singularités
Ces résultats, en particulier le fait que l'univers possède un horizon quand le paramètre de l'équation d'état w est toujours supérieur à –1/3 s'avère être un cas particulier des théorèmes sur les singularités de Stephen Hawking et Roger Penrose. La contrainte imposée à w est en effet équivalente à la condition forte sur l'énergie, supposée pour permettre la validité de ces théorèmes. Une autre conséquence est que l'univers est alors, dans le cadre de la relativité générale, nécessairement issu d'une singularité gravitationnelle. Il est cependant relativement avéré aujourd'hui que la condition forte sur l'énergie n'a pas forcément été respectée dans l'Univers primordial (voir ci-dessous). Dans ce cadre, le fait que l'Univers observable s'étende sur une région finie ne préjuge pas du fait qu'il soit issu d'une singularité.

## Relation avec le problème de l'horizon
En observant l'Univers le plus loin possible dans deux directions opposées, on voit des régions séparées du double de la taille de l'horizon. Ces deux régions n'ont par définition pas eu la possibilité de communiquer entre elles. Il serait dans ce cas logique de s'attendre à ce que ces régions possèdent des propriétés différentes. Observationnellement il n'en est rien. Ce fait observationnel est connu sous le nom de problème de l'horizon. La solution au problème de l'horizon s'obtient en considérant un scénario dans lequel la taille de l'Univers observable (délimité par la limite de la surface de dernière diffusion, et en tenant compte de la borne inférieure d'intégration non nulle, {\displaystyle 1/(1+z_{*})}) ne correspond pas du tout à la taille réelle de l'horizon, considérée en prenant une borne d'intégration nulle (ou arbitrairement petite, si l'on considère, par exemple, que les lois de la physique, telles que nous les connaissons, commencent à être valables au sortir de l'ère de Planck). Pour ce faire, l'on est amené à considérer un scénario où l'évolution du taux d'expansion de l'Univers est significativement différente à des époques anciennes (correspondant aux petites valeurs de x dans l'intégrale). Les scénarios sont amenés alors à considérer des situations où l'expression {\displaystyle {\sqrt {\Omega _{\mathrm {r} }^{0}+\Omega _{\mathrm {m} }^{0}x+\left(1-\Omega _{\mathrm {r} }^{0}-\Omega _{\mathrm {m} }^{0}-\Omega _{\Lambda }^{0}\right)x^{2}+\Omega _{\Lambda }^{0}x^{4}}}}, proportionnelle au rapport du taux d'expansion à l'époque où le facteur d'échelle était x fois plus petit qu'aujourd'hui au taux d'expansion actuel, doit être remplacé par une expression qui tend vers 0 (ou en tout cas est très petite) quand x tend vers 0. Cela peut se produire si la matière qui existe à cette époque possède un paramètre w inférieur à –1/3.